# Carl Berner (político)
Carl Christian Berner (Oslo, Noruega, 1841 – 1918) fue un político noruego del Partido Liberal. Fue miembro de la División del Consejo de Estado en Estocolmo entre 1891 y 1892, y ministro de Educación y Asuntos Episcopales entre 1891 y 1893.
Berner nació en Oslo, y estudió ciencia y matemáticas antes de que empezara a trabajar como profesor en diferentes escuelas en Oslo. En 1874 fue nombrado de una escuela politécnica de Bergen; posición que ocupó hasta 1891. En Bergen comenzó su carrera política y en 1883 fue elegido al consejo del condado. En 1885 fue elegido miembro del Parlamento Noruego. Tuvo una brillante carrera en el Parlamento, y en su segundo período fue nombrado Presidente del Oldesting (cámara baja). Como Presidente del Odelsting, era neutral en el conflicto que llevó al primer ministro Emil Stang a una intensificación de su poder. En 1891 fue nombrado ministro de Educación y Asuntos Episcopales bajo el gobierno de Johannes Steen. Entre 1895 y 1903, Berner representó a Bergen como miembro del Parlamento, y entre 1903–1909 REPRESENTÓ A Sarpsborg. Fue nombrado Presidente del Parlamento noruego en 1898-una posición que ocupó hasta 1908. Jugó un rol importante en la disolución de la unión entre Noruega y Suecia, en 1905. En 1909, Berner no fue elegido al Parlamento. Gradualmente cedió los puestos que ocupaba, aunque ocupó varios cargos administrativos y representativos.
- Datos: Q1037067
- Multimedia: Carl Berner / Q1037067